# Gorgone phaeocycla
Gorgone phaeocycla là một loài bướm đêm trong họ Noctuidae.